# Tegnue
Le tegnue sono delle conformazioni rocciose, sviluppatesi nei fondali marini dell'alto Adriatico. Questi bio-sedimenti sono simili alle barriere coralline e, per questo, vengono anche chiamati barriere coralline adriatiche. Particolarmente presenti soprattutto al largo delle coste del Lido di Venezia, di Pellestrina, Cavallino-Treporti e Chioggia.

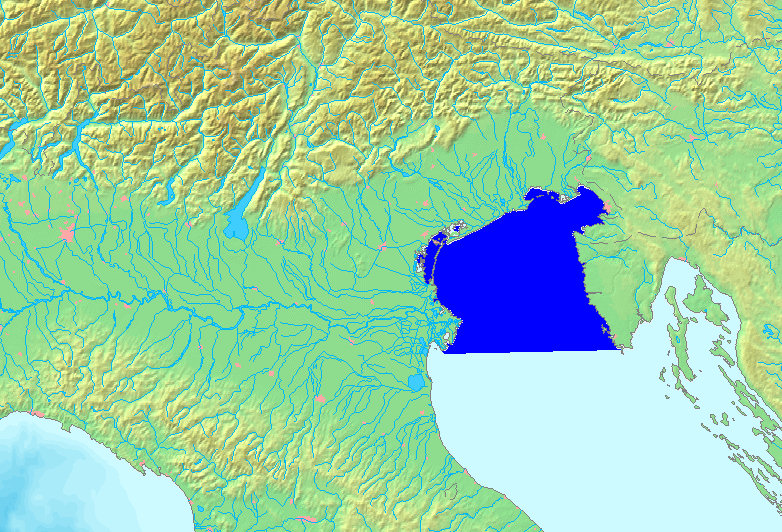
Golfo di Venezia

## Etimologia
La parola "tegnùe" appartiene alla lingua Veneta e significa "trattenute" . Tale nome è stato dato dai pescatori, ai quali le reti da pesca si impigliavano nelle rocce del fondale marino, venendone trattenute. 

## Descrizione
Sono rocce organogene carbonatiche, nate circa 7.000 anni fa e presenti ad una profondità tra i 20 ed i 40 metri. A differenza delle barriere coralline tropicali, tali formazioni sono state create dalla presenza di alghe calcaree "Corallinacee".
Tali rocce costituiscono l'habitat naturale per tantissime specie di pesci e crostacei, tra cui: gronghi, corvine, bavose, castagnole, pesci sacchetto e scorfani. Vi è anche la presenza di spugne, ascidie coloniali ed anemoni. Una fedele riproduzione di tale habitat si può vedere all'interno del Museo di Storia Naturale di Venezia. 
Nel 2002 le tegnue sono state dichiarate zone di tutela ambientale da parte del Ministero delle Politiche Agricole e Forestali.

## Caratteristiche biologiche

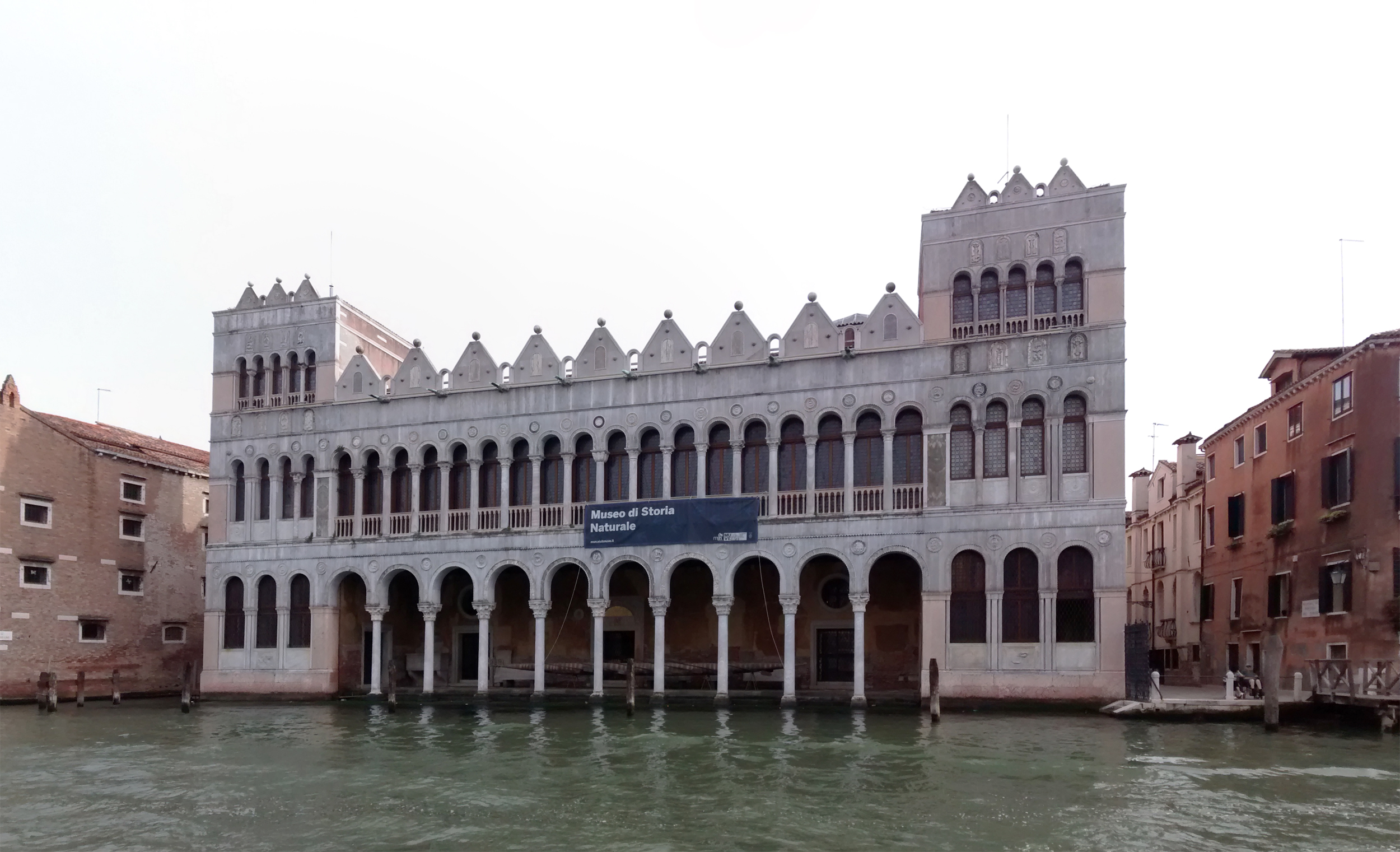
Museo Civico Storia Naturale di Venezia

### Rocce Sedimentarie Clastiche
Tali rocce si sono formate per cementazione carbonatica di sedimenti (sabbie) o detrito organogeno (essenzialmente tanatocenosi a molluschi).

### Rocce Sedimentarie di deposito chimico
La genesi di tali rocce sarebbe legata all’emersione di gas metano dal fondo ed alla reazione di questo con l’acqua marina.

### Rocce Organogene
Queste strutture sono state prodotte dall’azione di organismi costruttori, vegetali e animali, i cui scheletri calcarei, stratificandosi, possono formare strutture di discreto spessore.